# 瓊斯海峽
67°30′S 67°0′W / 67.500°S 67.000°W
瓊斯海峽是南極洲的海峽，位於葛拉漢地的盧貝海岸，長15公里、寬2至4公里，處於布萊克洛克島和阿羅史密斯半島南部之間，連接布喬亞灣和比古爾丹灣。